# رد فاکس
رد فاکس (انگلیسی: Redd Foxx؛ ۹ دسامبر ۱۹۲۲ – ۱۱ اکتبر ۱۹۹۱) یک هنرپیشه و کمدین اهل ایالات متحده آمریکا بود.
از فیلم‌ها یا برنامه‌های تلویزیونی که وی در آن نقش داشته است می‌توان به شب‌های هارلم اشاره کرد.